# ウィントン・バーナード
ウィントン・アレン・バーナード（Wynton Allen Bernard, 1990年9月24日 - ）は、アメリカ合衆国カリフォルニア州サンディエゴ出身のプロ野球選手（外野手）。右投右打。MLBのトロント・ブルージェイズ傘下所属。

## 経歴

### プロ入りとパドレス傘下時代
2012年のMLBドラフトでサンディエゴ・パドレスから35巡目（全体1065位）で指名されて入団。
2014年1月23日にパドレスを自由契約となった。

### タイガース傘下時代
2014年3月3日にデトロイト・タイガースとマイナー契約を結んだ。この年はA級ウェストミシガン・ホワイトキャップスで131試合に出場して、打率.324、6本塁打、47打点、45盗塁の成績を残し、オフの10月5日にメジャー契約を結んで40人枠入りした。
2015年はAA級エリー・シーウルブズで135試合に出場して、打率.302、4本塁打、36打点、43盗塁の成績を残した。オフはベネズエラのウィンターリーグであるリーガ・ベネソラーナ・デ・ベイスボル・プロフェシオナルのレオネス・デル・カラカスでプレーした。
2016年はAAA級トレド・マッドヘンズとAA級エリーの2球団合計で104試合に出場し、打率.279、7本塁打、33打点、23盗塁の成績を残したが、オフの11月7日にFAとなった。

### ジャイアンツ傘下時代
2016年11月18日にサンフランシスコ・ジャイアンツとマイナー契約を結んだ。
2017年はAAA級サクラメント・リバーキャッツで82試合に出場して、打率.254、2本塁打、14打点、13盗塁という成績だった。オフの11月6日にFAとなった。

### カブス傘下時代
2018年2月23日にシカゴ・カブスと契約を結んだ。この年はAA級テネシー・スモーキーズとAAA級アイオワ・カブスの2球団合計で98試合に出場し、打率.242、3本塁打、22打点、25盗塁の成績を残した。またオフはオーストラリアン・ベースボールリーグ（ABL）のブリスベン・バンディッツでプレーした。
2019年はAA級テネシーとAAA級アイオワの2球団合計で52試合に出場して、打率.278、2本塁打、15打点、8盗塁の成績を残していたが、7月11日に自由契約となった。

### 独立リーグ時代
2019年7月15日にアトランティックリーグの シュガーランド・スキーターズと契約した。オフはメキシコのウィンターリーグ（LMP）のモンテレイ・サルタンズでプレーした。

### ロッキーズ時代
2021年1月19日にコロラド・ロッキーズとマイナー契約を結んだ。この年はAAA級アルバカーキ・アイソトープスで100試合に出場して、打率.254、7本塁打、30打点、23盗塁という成績を残した。
2022年はAAA級アルバカーキで8月11日まで87試合に出場し、打率.325、17本塁打、74打点、26盗塁の好成績を挙げ、8月12日にメジャー昇格。同日のアリゾナ・ダイヤモンドバックス戦で「8番・中堅手」でスタメン出場し、デビュー11年目、マイナー863試合出場、31歳にして待望のメジャーデビューを飾った。8月29日にマイナー降格するまで12試合に出場して、打率.286、12安打、3打点という成績を残した。オフの11月10日にFAとなった。

### ブルージェイズ傘下時代
2023年1月20日にトロント・ブルージェイズとマイナー契約を結んだ。

## 家族
兄のウォルターはNFLのサンディエゴ・チャージャーズなどでプレーしたアメリカンフットボール選手、同じく兄のウェインはヨーロッパのリーグでプレーしたバスケットボール選手である。

## 詳細情報

### 年度別打撃成績
| 年 度    | 球 団    | 試 合 | 打 席 | 打 数 | 得 点 | 安 打 | 二 塁 打 | 三 塁 打 | 本 塁 打 | 塁 打 | 打 点 | 盗 塁 | 盗 塁 死 | 犠 打 | 犠 飛 | 四 球 | 敬 遠 | 死 球 | 三 振 | 併 殺 打 | 打 率 | 出 塁 率 | 長 打 率 | O P S |
| -------- | -------- | ----- | ----- | ----- | ----- | ----- | -------- | -------- | -------- | ----- | ----- | ----- | -------- | ----- | ----- | ----- | ----- | ----- | ----- | -------- | ----- | -------- | -------- | ----- |
| 2022     | COL      | 12    | 42    | 42    | 9     | 12    | 1        | 0        | 0        | 13    | 3     | 3     | 1        | 0     | 0     | 0     | 0     | 0     | 8     | 1        | .286  | .286     | .310     | .596  |
| MLB：1年 | MLB：1年 | 12    | 42    | 42    | 9     | 12    | 1        | 0        | 0        | 13    | 3     | 3     | 1        | 0     | 0     | 0     | 0     | 0     | 8     | 1        | .286  | .286     | .310     | .596  |

- 2022年度シーズン終了時

### 背番号
- 36（2022年）